# Diederik V van Kleef
Diederik V (Diederik III volgens een andere telling) (tussen 1160 en 1170 - 1198) was een zoon van graaf Diederik IV van Kleef en Adelheid van Sulzbach.
Hij volgde zijn vader op als graaf van Kleef. Diederik verloor Tomberg voor Kleef en leefde op gespannen voet met Brabant, Holland, Gelderland en de aartsbisschop van Keulen.
Diederik was in 1182 gehuwd met Margaretha van Holland, dochter van graaf Floris III van Holland, en werd de vader van Diederik VI van Kleef.